# Грибовский сельсовет
Гри́бовский сельсове́т — муниципальное образование со статусом сельского поселения в составе Архаринского района Амурской области.
Административный центр — село Грибовка.

## История
Основано в 1898 г. и названо в честь землеустроителя Грибского.
18 ноября 2005 года в соответствии с Законом Амурской области № 91-ОЗ муниципальное образование наделено статусом сельского поселения.
30 июня 2008 года в соответствии с Законом Амурской области № 91-ОЗ с Грибовским сельсоветом объединён Могилевский сельсовет.

## Население
| 2002 | 2010 | 2011 | 2012 | 2013 | 2014 | 2015 |
| ---- | ---- | ---- | ---- | ---- | ---- | ---- |
| 336  | ↘329 | ↘328 | ↘305 | ↘294 | ↘279 | ↘263 |
| 2016 | 2017 | 2018 | 2019 | 2020 | 2021 |      |
| ↘260 | ↘256 | ↘253 | ↘251 | ↘242 | ↘229 |      |

## Состав сельского поселения
| № | Населённый пункт | Тип населённого пункта       | Население |
| - | ---------------- | ---------------------------- | --------- |
| 1 | Грибовка         | село, административный центр | ↘182      |
| 2 | Ерахта           | село                         | ↗5        |
| 3 | Могилёвка        | село                         | →66       |

### Упразднённые населённые пункты
- Татакан — село, упразднено в 1988 году[17].